# Kezenoj-Am
Kezenoj-Am, Kezenam, Kezenojam (čečensky Къоьзана Іам, Эйзен lам, Голубое, Большое Форельное, rusky Кезенойам, Эйзенам) je největší a nejhlubší vysokohorské jezero v oblasti severního Kavkazu. Nachází se na hranicích Čečenské republiky a Republiky Dagestán Ruské federace. Jezero v zimě zamrzá a v létě má teplotu kolem 5 °C v hloubce pod 20 m. Nad touto hloubkou se teplota pohybuje od 5 do 18 °C. Celoročně je silně prosyceno kyslíkem ale poměrně chudé na plankton. Rozkládá se v nadmořské výšce 1854 m n. m.
V jezeře endemický druh pstruha, Salmo ezenami. Tento druh byl jediným žijícím druhem ryb v jezeře, než došlo k vysazení kaprovitých druhů Gobio holurus a Squalius cephalus. Dnes je endemický pstruh ohrožen vyhynutím.

## Geografie
Jezero Kezenoj-Am se nachází na svazích Andijského hřebene, který je 60 km dlouhým severovýchodním výběžkem masívu Velkého Kavkazu a tvoří rozvodí mezi povodím řek Sunžy a Andijské Kojsu. Jezero o rozloze 2,4 km² vzniklo v důsledku sesuvu, který přehradil údolí pod soutokem dvou malých říček Charsumu a Kauchy. Příčinou sesuvu svahu hory Kašker-Lam bylo pravděpodobně zemětřesení.

## Popis
Přírodní hráz, která se nachází na západním břehu jezera, dosahuje výšky 100 metrů. Délka jezera ve směru z východu na západ je 2,7 km, maximální šíře 735 m, největší hloubka je 72 m. Kromě říček Kauchy a Charsumu do jezera přitéká voda z dalších místních potůčků a pramenů. Jezero nemá povrchový odtok. Účastníci expedice "Загадка Кавказа – высокогорное озеро Казеной-Ам", kterou v roce 2011 organizovali členové sekcí Ruské geografické společnosti z Čečenska, Tatarstánu a Dagestánu, vyslovili předpoklad, že v prostoru odtoku se ve vápencovém masívu nacházejí velké podzemní prostory, skrze něž voda z jezera vytéká a později v jiném místě vyvěrá na povrch.

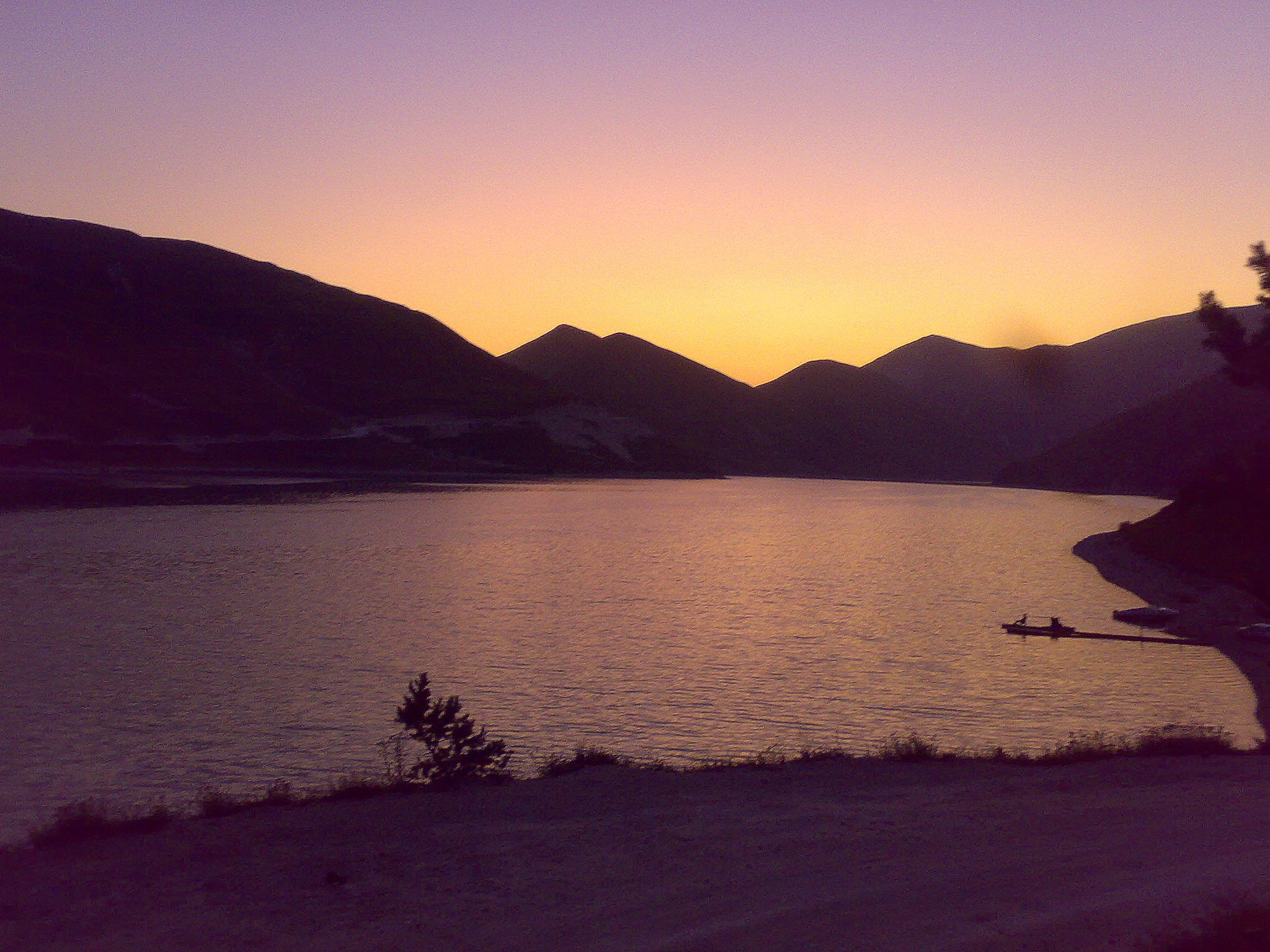
Svítání u jezera Kezenoj-Am

## Teplota vody
Voda v jezeře je velmi chladná, v letních měsících dosahuje u hladiny maximálně 17–18 °C, zatímco ve spodních vrstvách se teplota udržuje pouze ve výši 7–8 °C. V zimním období jezero zamrzá, přičemž síla ledu v některých letech dosáhla až 70–80 cm.

## Ezenamský pstruh
Voda v jezeře je naprosto čirá a průhledná. Žijí v ní dva druhy pstruhů, přičemž jeden z nich – pstruh ezenamský (Salmo trutta ezenami) je kriticky ohroženým endemickým druhem, zapsaným v Červené knize, který se do roku 1963 vyskytoval pouze v tomto jezeře. Největší exemplář tohoto druhu, který zde byl uloven, byl dlouhý 113 cm, vážil 17 kg a jeho stáří bylo odhadováno na 12 let. Na počátku 70. let 20. století byl však do jezera vysazen jelec tloušť, který začal postupně (i předtím nepříliš početnou) populaci pstruha likvidovat. V roce 1963 byl ezenamský pstruh uměle vysazen v dagestánském jezeře Močoch, které v uvedeném roce vzniklo v důsledku sesuvu.

## Sportovní a rekreační aktivity
Jezero Kezenoj-Am je rovněž místem sportovních a rekreačních aktivit. V 70. a 80. letech zde byla tréninková základna veslařského družstva sovětských olympioniků. Během bojů v období první a druhé čečenské války byla však tato základna zcela zničena. V dubnu roku 2015 byl na břehu jezera Kezenoj-Am otevřen nový sportovně-rekreační komplex. Z federálních zdrojů byla na vybudování infrastruktury tohoto komplexu vyčleněna částka 72 miliónů rublů, dalších 938 miliónů bylo investováno podnikatelskými subjekty. Představitelé veslařské federace Ruska poté vyjádřili svůj záměr obnovit činnost zdejší tréninkové základny pro přípravu veslařů na letní olympijské hry v Tokiu v roce 2020.